# ديفيد نورمان (لاعب كرة قدم أسترالية)
ديفيد نورمان (بالإنجليزية: David Norman)‏ هو لاعب كرة قدم أسترالية بريطاني، ولد في 1 أبريل 1942.

## وصلات خارجية
- ديفيد نورمان على موقع AustralianFootball.com (الإنجليزية)
- ديفيد نورمان على موقع AFLtables.com (الإنجليزية)